# 利特爾頓鎮區 (北卡羅萊納州哈利法克斯縣)
利特爾頓鎮區（英語：Littleton Township）是位於美國北卡羅萊納州哈利法克斯縣的一個鎮區。

## 地方資料
利特爾頓鎮區的面積為161.61平方千米，皆為陸地。根據2020年美國人口普查的數據，當地共有人口3081人，而人口密度為每平方千米19.06人。